# Paul Zindel
Paul Zindel (* 15. Mai 1936 in New York City; † 27. März 2003 ebenda) war ein US-amerikanischer Schriftsteller, Dramatiker und Drehbuchautor.

## Leben
Paul Zindel wuchs mit seiner Schwester bei seiner allein erziehenden Mutter auf. Der Vater hatte die Familie verlassen, als Zindel zwei Jahre alt war. Auf der Suche nach Arbeit zog seine Mutter mit ihm häufig um, so dass er als Jugendlicher nur wenige Freundschaften schließen konnte und ein Einzelgänger wurde. Nach dem Collegeabschluss arbeitete er zunächst als Technischer Schreiber für Allied Chemical. Nachdem ihm klar geworden war, dass er etwas für die Jugend tun möchte, wurde er High-School-Lehrer für Physik und Chemie in New York, dann zog er nach Texas, wo er Theaterstücke für das Nina Vance’s Alley Theater in Houston schrieb. Ab 1969 widmete er sich ausschließlich dem Schreiben. Nach mehreren Erfolgen als Dramatiker, unter anderem mit The Effect of Gamma Rays on Man-in-the-Moon Marigolds (UA 1965), das u. a. 1970 mit einem New York Drama Critics’ Circle Award als „Best American Play“ und 1971 mit dem angesehenen Pulitzer-Preis für Dramen ausgezeichnet wurde, schrieb Zindel seine erste Novelle für Teenager, das enorm erfolgreiche Buch Das haben wir nicht gewollt (The Pigman).
Für große Verdienste in der Jugendliteratur erhielt er 2002 den Margaret A. Edwards Award der American Library Association.
Ab Ende der 1960er Jahre bis einschließlich 1990 war Zindel gelegentlich als Drehbuchautor für Film und Fernsehen tätig. Sein Schaffen umfasst Produktionen wie Sandkastenspiele (1972),  Alice im Wunderland (1985) und Abenteuer im Spielzeugland (1986). Auch an der Drehbuchentwicklung zu Runaway Train (1985), war er beteiligt. Zudem wurden einige seiner Werke verfilmt.
Zindel war von 1973 bis 1998 verheiratet und hatte einen Sohn und eine Tochter. Letztere, Lizabeth Zindel, arbeitet – ähnlich ihrem Vater – in den Bereichen Literatur, Theater, Film und Lifestyle vornehmlich für Jugendliche.
Paul Zindel starb am 27. März 2003 an Lungenkrebs.

## Werke

### Jugendbücher
- Das haben wir nicht gewollt. Ein Jugendroman (The Pigman). Benziger, Zürich/Köln 1973, ISBN 3-545-32086-3.
  - Erschien auch in der DDR als Lizenzausgabe: Verlag Neues Leben, Berlin 1975 (mit Illustrationen von Eberhard Binder).
  - Nach der Taschenbuchausgabe bei Rowohlt (rororo-Rotfuchs Nr. 111) erschien eine überarbeitete Ausgabe unter dem Originaltitel Pigman als Ravensburger Taschenbuch Band 4084: Otto Maier Verlag, Ravensburg 1991, ISBN 3-473-54084-6.
- Es wird phantastisch anders sein. Die Geschichte einer Freundschaft (I Never Loved Your Mind). Benziger, Zürich/Köln 1974, ISBN 3-545-32103-7.
- Pardon, du drückst mir die Luft ab. Ein Jugendroman (Pardon Me, You’re Stepping on My Eyeball). Benziger, Zürich/Köln 1977, ISBN 3-545-32142-8.
- Bekenntnisse eines jungen Ungeheuers (Confessions of a Teenage Baboon). Benziger, Zürich/Köln 1977, ISBN 3-545-32179-7.
- Das Haus am Anfang der Strasse (The Pigman’s Legacy). Anrich, Modautal-Neunkirchen 1982, ISBN 3-920110-71-4.
- Eugene Dingmans erstaunliches und dem Tode trotzendes Tagebuch (The Amazing and Death Defying Diary of Eugene Dingman). Sauerländer, Aarau/Frankfurt am Main/Salzburg 1990, ISBN 3-7941-3289-0.
- Eine Begonie für Miss Applebaum (A Begonia for Miss Applebaum). Sauerländer, Aarau/Frankfurt am Main/Salzburg 1992, ISBN 3-7941-3490-7.
- Ketchup für den Killerhai (Attack of the Killer Fishsticks) (= Pausenclub Irre Infos). Sauerländer, Aarau/Frankfurt am Main/Salzburg 1996, ISBN 3-7941-4004-4.
- Die Horrorparty (Fright Party) (= Pausenclub Irre Infos). Sauerländer, Aarau/Frankfurt am Main/Salzburg 1996, ISBN 3-7941-4099-0.
- Safari in der fünften Klasse (Fifth Grade Safari) (= Pausenclub Irre Infos). Sauerländer, Aarau/Frankfurt am Main/Salzburg 1997, ISBN 3-7941-4160-1.
- Der megastarke Lachknüller (The 100 % Laugh Riot) (= Pausenclub Irre Infos). Sauerländer, Aarau/Frankfurt am Main/Salzburg 1997, ISBN 3-7941-4252-7.
- Raptor. Besuch aus der Urzeit (Raptor. Dinosaurs Do Still Exist …). Arena, Würzburg 2000, ISBN 3-401-04994-1.
- Die Detektive: Selbst Augenzeugen können irren (P. C. Hawke Mysteries #1: The Scream Museum). Loewe, Bindlach 2002, ISBN 3-7855-4415-4.
- Die Detektive: Totgesagte leben gut (P. C. Hawke Mysteries #2: The Surfing Corpse). Loewe, Bindlach 2002, ISBN 3-7855-4416-2.
- Die Detektive: Verbrecher haben keine Ferien (P. C. Hawke Mysteries #3: The E-Mail Murders). Loewe, Bindlach 2002, ISBN 3-7855-4417-0.
- Die Detektive: Rache ist nicht wirklich süß (P. C. Hawke Mysteries #4: The Lethal Gorilla) Loewe, Bindlach 2002, ISBN 3-7855-4418-9.
- Die Detektive: Wer rechnet schon mit einem Mord? (P. C. Hawke Mysteries #5: The Square Root of Murder). Loewe, Bindlach 2003, ISBN 3-7855-4822-2.
- Die Detektive: Tote reisen gern zu Wasser (P. C. Hawke Mysteries #6: Death on the Amazon). Loewe, Bindlach 2003, ISBN 3-7855-4648-3.
- Die Detektive: Der Mörder kommt in Teufels Küche (P. C. Hawke Mysteries #7: The Gourmet Zombie). Loewe, Bindlach 2003, ISBN 3-7855-4646-7.

### Theaterstücke
- Kiwi Cocktail (And Miss Reardon Drinks a Little). S. Fischer, Frankfurt am Main ca. 1965.
- Die Wirkung von Gammastrahlen auf Mann-im-Mond Ringelblumen. Ein Stück in zwei Akten. Gerhard Pegler Verlag, München o. J. Deutsche Erstaufführung u. d. T. Die Wirkung von Gammastrahlen auf Mondblumen am 26. August 1970 am Schauspielhaus Düsseldorf (Kleines Haus); Regie: O. E. Hasse, Ausstattung: Hainer Hill.

### Drehbücher
- 1972: Sandkastenspiele (Up the Sandbox) (Hauptrolle: Barbra Streisand)
- 1984: Maria’s Lover (Maria’s Lover) (Hauptrolle: Nastassja Kinski)
- 1985: Alice im Wunderland
- 1985: Runaway Train
- 1986: Abenteuer im Spielzeugland
- 1989: Zeitsprung in die Tafelrunde (A Connecticut Yankee in King Arthur’s Court; auch u. d. T. Ein Yankee aus Connecticut an König Arthurs Hof)